# Емил Лубе
Емил Франсоа Лубе (фр. Émile François Loubet; 31. децембар 1838 – 20. децембар 1929) је био француски политичар и председник Треће француске републике од 1899. до 1906. године.

## Биографија
Рођен је у Марсану. Студирао је право у Паризу. У адвокатску комору примљен је 1862. године, а следеће године је докторирао права. Преселио се у Монтелимар где је отворио адвокатску канцеларију и где се оженио Маријом Лујзом Пикард. Године 1876. изабран је у Заступнички дом као републиканац. Године 1885. ушао је у Сенат, а од 1887. до 1888. године је министар јавних радова. Године 1892. постао је премијер и министар унутрашњих послова. Смењен је са положаја премијера током чувених Панамских скандала. Министар унутрашњих послова остао је до 1893. године. Од 1896. године председник је Сената. Три године касније, након изненадне смрти Феликса Фора, изабран је за председника републике са 483 гласова против 279. У јавности је био познат као поборник Алфреда Драјфуса у чувеној Драјфусовој афери. За председника владе поставио је Пјера Валдека-Русоа. Војни суд је 1899. године поново погласио Драјфуса кривим. Посета италијанском краљу Викторију Емануелу III изазвала је оштру реакцију папе Пија X. Француска је 1905. године повукла свог амбасадора из Ватикана. Црква и држава потпуно су раздвојене исте године. Године 1904. потписивањем споразума коначно су решене несугласице са Британијом. Две државе сукобљавале су се око афере Драјфус и Другог бурског рата. Споразумом је Британија Француској признала протекторат у Мароку, а Француска Британији управу над Египатским кедиватом. Године 1900. одржана је Светска изложба у Паризу. Следеће године престоницу је посетио руски цар Николај II Романов. Лубе је 1902. године посетио Петроград. Лубе је изменио посете и са Едвардом VII, Алфонсом XIII и Карлосом I. Током посете шпанског краља, Лубе је био мета неуспешног атентата, када је под његову кочију бачена бомба. Лубе је био први председник који је до краја одслужио пуни мандат. Повукао се у пензију 1906. године. Умро је у 91. години живота, 20. децембра 1929. године.